# منسوجات طبية
المنسوجات الطبية هي مواد متنوعة قائمة على الألياف مخصصة للأغراض الطبية. النسيج (القماش) الطبي هو قطاع من المنسوجات التقنية التي تركز على المنتجات القائمة على الألياف المستخدمة في تطبيقات الرعاية الصحية مثل الوقاية والرعاية والنظافة. يتراوح نطاق تطبيقات المنسوجات الطبية من الضمادات القطنية البسيطة إلى هندسة الأنسجة المتقدمة. تشمل الأمثلة الشائعة للمنتجات المصنوعة من المنسوجات الطبية الضمادات، والغرسات، والخيوط الجراحية، وبعض الأجهزة الطبية، ومنسوجات الرعاية الصحية، والحفاضات، والفوط الصحية، والمناديل المبللة، والأقمشة العازلة.
تشمل المنسوجات الطبية العديد من أنواع الألياف والخيوط والأقمشة والمواد غير المنسوجة والأقمشة المنسوجة والمضفرة وكذلك الأقمشة المحبوكة. تعد التعديلات الفيزيائية والكيميائية لبنى الألياف، واستخدام التشطيبات الوظيفية، وإنتاج مواد حساسة للمثيرات من الأساليب الرئيسية لتطوير المنسوجات الطبية المبتكرة.
جعلت التطورات في صناعة المنسوجات والتقنيات الطبية من الرعاية الصحية الطبية مجالًا مهمًا ضمن صناعة المنسوجات. تُستخدم المنسوجات في إنتاج مجموعة متنوعة من الأجهزة الطبية، بما في ذلك البدائل للأعضاء التالفة أو المصابة أو غير العاملة. صناعة المنسوجات الطبية قطاع متنامٍ. توجد أسباب عديدة لنموه، مثل التكنولوجيا الجديدة في كل من المنسوجات والطب. شيخوخة البشر؛ وتزايد عددهم؛ والتغييرات في أنماط الحياة. والعمر الأطول. بالإضافة إلى ذلك، أدت جائحة كوفيد-19 إلى زيادة الطلب على بعض تطبيقات النسيج الطبي مثل معدات الوقاية الشخصية والعباءات الطبية وأقنعة الوجه، وكان هناك نقص في جميع أنحاء العالم. حتى الصين، أكبر مصنع في العالم لمثل هذه التطبيقات، كافحت من أجل مواكبة الطلب.

## تاريخيًا
استخدمت الألياف الطبيعية في التطبيقات الطبية منذ العصور القديمة، يعد استخدام الجبائر والضمادات والمقاييس قديمًا جدًا. نص قديم باللغة السنسكريتية عن الطب والجراحة، Sushruta Samhita، يصنف Kausheya تحت سلع الضمادات. يعود مفهوم معدات الحماية الشخصية (PPE) للممارسين الطبيين إلى القرن السابع عشر. كان زي طبيب الطاعون يهدف إلى حماية أطباء الطاعون من المرض أثناء تفشي الطاعون الدبلي في أوروبا. وفقًا للأوصاف، تكونت الملابس عادةً من نسيج ثقيل أو جلد وكانت مشمعة.

## الأهمية
للمنسوجات الطبية دور حاسم في الحفاظ على حياة الإنسان. لذلك، على سبيل المثال، تطبيقات المنسوجات الطبية (معدات الحماية الشخصية المغطية بالكامل، أقنعة N95)، كانت مطلوبة بشدة مع ندرة في التوفر أثناء جائحة كوفيد-19، ما أدى إلى نقص حاد. بالنظر إلى النقص، في فبراير 2020، فرضت منظمة الصحة العالمية قيودًا على استخدام الضروريات الطبية مثل معدات الوقاية الشخصية والأقنعة، وما إلى ذلك للعاملين في الخطوط الأمامية فقط (تشمل معدات الحماية الشخصية العباءات والمآزر والأقنعة والقفازات والأقنعة الطبية والنظارات الواقية ودروع الوجه.، وأجهزة التنفس، أي N95 أو FFP2). تحمي معدات الوقاية الشخصية المهنيين الطبيين من الأمراض والعدوى [من الفيروسات أو البكتيريا]. تعمل قطعة قماش الوقاية الشخصية كحاجز مع القدرة على منع دخول الملوثات إلى الجسم من خلال إفرازات الجهاز التنفسي والدم وسوائل الجسم.
يمكن للأقنعة حماية الأشخاص الأصحاء من المرض عن طريق الحد من انتشار الرذاذ المنبعث من الجهاز التنفسي والهباء الجوي.